# Stenolechia bathrodyas
Stenolechia bathrodyas är en fjärilsart som beskrevs av Edward Meyrick 1935. Stenolechia bathrodyas ingår i släktet Stenolechia och familjen stävmalar. Inga underarter finns listade i Catalogue of Life.